# روبرت كلارك (لاعب كرة قدم)
روبرت كلارك (بالإنجليزية: Robert Clark)‏ (4 نوفمبر 1962 في المملكة المتحدة - ) هو لاعب كرة قدم بريطاني في مركز الدفاع. لعب مع نادي رينجرز ونادي كيلمارنوك ونادي ماذرويل ونادي ستيرلينغشير الشرقية ونادي ستيرلينغ ألبيون ونادي ألبيون روفرز.

## وصلات خارجية
- روبرت كلارك على موقع قاعدة بيانات كرة القدم.إي يو (الإنجليزية)